# Bouchraya Hammoudi Beyoun

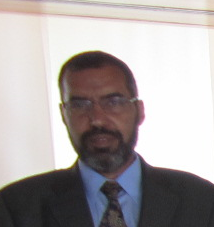
Bouchraya Hammoudi Beyoun

Bouchraya Hammoudi Beyoun ist ein westsaharischer Politiker. Seit 2020 ist er Premierminister der Demokratischen Arabischen Republik Sahara; dieses Amt übte er von 1993 bis 1995 sowie erneut von 1999 bis 2003 aus. 2016 war er Botschafter in Algerien.

## Leben
Bouchraya studierte Wirtschaftswissenschaft an der Universität von Havanna. Er hatte verschiedene Ämter in der saharauischen Exilregierung inne. Seine politische Karriere begann er als Minister für Handel und Entwicklung, als der ehemalige Bildungsminister Mohamed Lamine Ould Ahmed im Dezember 1985 zum Premierminister der Westsahara wurde.
1993 wurde Bouchraya zum Premierminister gewählt und blieb in diesem Amt bis 1995. Danach übte er das Amt des Wirtschaftsentwicklungs- und Handelsministers aus. Von 1999 bis 2003 bekleidete er das Amt des Premierministers erneut und war gleichzeitig auch Innenminister. Während seiner zweiten Amtszeit sprach er sich für ein Referendum über die Unabhängigkeit der Westsahara aus. Er erklärte sich auch bereit, das Ergebnis des Referendums zu akzeptieren, unabhängig davon, ob die Sahrauis sich Marokko anschließen möchten oder nicht. Auch warf er dem König von Marokko Mohammed VI. vor, die Rechte des sahrauischen Volkes zu verletzen.
2008 wurde Bouchraya zum Vertreter der Frente Polisario in Spanien ernannt und ersetzte so Brahim Ghali, der Botschafter in Algerien wurde. Als Brahim Ghali Präsident der Westsahara wurde, löste Bouchraya ihn als Botschafter in Algerien ab.
Seit dem 14. Januar 2020 ist er zum dritten Mal Premierminister der Westsahara und ersetzte so Mohamed Wali Akeik, der dieses Amt vom 4. Februar 2018 bis zum 14. Januar 2020 innehatte.